# DSA-275
La DSA-275 es una carretera perteneciente a la Red Secundaria de la Diputación Provincial de Salamanca que une la  SA-220  con la localidad de Molinillo.

## Origen y Destino
La carretera  DSA-275  tiene su origen en Cristóbal en la intersección con la carretera  SA-220 , y termina en el casco urbano de Molinillo formando parte de la Red de carreteras de Salamanca.